# ホットマン (企業)
ホットマン株式会社は、創業明治元年の東京都青梅市に本社を置くタオルをはじめとする繊維製品メーカーである。なお、イエローハットの持分法適用会社のホットマンとは無関係。
製品を製造するだけでなく、全国の有名デパートなどに76の店舗を展開しHotmanブランドの商品（タオル、ベビーウェア、バスローブ、シェニール織製品など）を販売している。

## 製品
- タオル
- ハンカチ
- ベビー用品
- 寝装具
- エプロン
- バスローブ
- スリッパ
- シェニール織製品

## 1秒タオル
1cm角のタオルを水に落とし1秒以内に沈みはじめる吸水性をアピールした製品の呼称。
2013年7月から東京都立産業技術研究センターの協力を得て試験を実施し、合格製品を「１秒タオル」と称して販売している。

## 沿革
- 1868年 絹織物の製造業者として創業
- 1920年 力織機工場を新設
- 1934年 ダマスクテーブルクロスをアメリカへ輸出
- 1941年 株式会社に改組
- 1943年 戦争のため企業整備　→　昭和22年　織布工場を再開し、綿小巾着尺の製造を行なう
- 1951年 梅花紡織株式会社が設立(資本金180万円)、綿先染婦人服地の製造を行なう
- 1963年 スーパーマガジン型タオル自動織機を30台導入し、タオル部門の営業を開始 川越工場の操業開始
- 1972年 六本木に直営小売店『ホットマン』を開設
- 1974年 商事部を分離し、ホットマン(株)を設立
- 1978年 本社工場に縫製工場新設　→　昭和54年　本社工場に仕上工場とゲストハウス建設
- 1981年 羽村工場を新設
- 1985年 ドイツのアルパロー社からシェニール織製造設備の技術導入 染色部門を分離し、(株)バイカダイイングワークスを設立
- 1994年 裁断工場開設
- 1995年 サイジング工場開設
- 2008年 梅花紡織(株)にホットマン(株)を吸収し、社名をホットマン(株)に変更

## メディア出演・掲載
- 2017年8月13日 Story 〜長寿企業の知恵〜 #023 『1868年創業 ホットマン 7代目 坂本将之』[1]